# Potter (Meteorit)
Koordinaten: 41° 14′ 0″ N, 103° 18′ 0″ W
Der Meteorit Potter ist ein als gewöhnlicher Chondrit der Gruppe L6 klassifizierter Steinmeteorit, der 1914 im US-Bundesstaat Nebraska etwas nördlich von der Ortschaft Potter gefunden wurde. Seine Masse beträgt 261 kg.

## Fund
Der Meteorit wurde 1914 entdeckt, als beim Pflügen eines Feldes der Pflug auf den Stein traf.
Im Anschluss wurde eine große Anzahl von Meteoritenfragmenten geborgen.

## Beschreibung
Da die Fragmente an einem Hang dicht beieinander lagen, ist es nicht möglich, eine etwaige Fragmentierung beim Einschlag vom Einfluss der terrestrischen Verwitterung zu trennen.
Die Untersuchung zeigte undeutliche Chondren  in einer weitgehend ausgeglichenen, aber brekziösen gräulichen Matrix.
Die ausgeprägten Adern sind offenbar Produkte sowohl Schocks vor Eintritt in die Erdatmosphäre (von präterrestrischen Schocks) als auch von anschließender terrestrischer Verwitterung (d. h. im Boden) zu sein.
Von der Zusammensetzung her sind ausgewogenes Olivin (englisch equilibrated olivine, Fa23) und wenig Calcium-Orthopyroxen (Hypersthen) charakteristisch für die geochemische Gruppe der L-Chondrite.
Mineralogisch gesehen besteht der Meteorit in erster Linie aus dominantem Olivin, begleitet von Pyroxen, sowie geringem Troilit und Fe-Ni-Metall.
Ein Großteil des Kamazits wurde durch Verwitterung verändert oder entfernt.
Als Begleiterscheinungen wurden auch Chromit und Ilmenit festgestellt.

## Aufbewahrung
Die Hauptmasse befindet sich im Field Museum of Natural History in Chicago.
Eine weitere große Masse (45,179 kg) befindet sich auch im Center for Meteorite Studies der Arizona State University (ASU) in Tempe.

## Weitere Meteoritenfunde in der Nähe
Die Meteoriten Bushnell (H4-Chondrit, gefunden 1939) und Dix (L6-Chondrit, gefunden 1927) wurden auch in nahe gelegenen Landkreisen gefunden, hauptsächlich als Reaktion auf die Auffindungsbemühungen von Harvey H. Nininger in diesen Jahren.